# مکس و روبی
مکس و روبی (انگلیسی: Max & Ruby) نام یک مجموعهٔ تلویزیونی کارتونی کانادایی-آمریکایی است که بر پایهٔ مجموعه داستان‌هایی به همین نام، اثرِ «رزماری ولز» نویسندهٔ آمریکایی ساخته شده است.
این مجموعهٔ کارتونی، نخستین بار در ۳ مه ۲۰۰۲ میلادی در شبکهٔ تری‌هاوس کانادا و سپس در ۲۱ اکتبر همان سال در شبکهٔ نیک جونیور ایالات متحده آمریکا به روی آنتن رفت. تاکنون ۶ فصل از این کارتون ساخته شده است.